# Glavkos
Le Glavkos (numéro de coque S 110) est un des quatre sous-marins de Type 1200-1100 de la marine grecque.